# Arata Sugiyama
Arata Sugiyama (杉山 新, Sugiyama Arata) est un footballeur japonais né le 25 juillet 1980. Il évolue au poste de défenseur latéral droit.

## Palmarès
- Vainqueur de la Coupe de la Ligue japonaise en 1999 avec le Kashiwa Reysol